# Stanisława Adamowiczowa

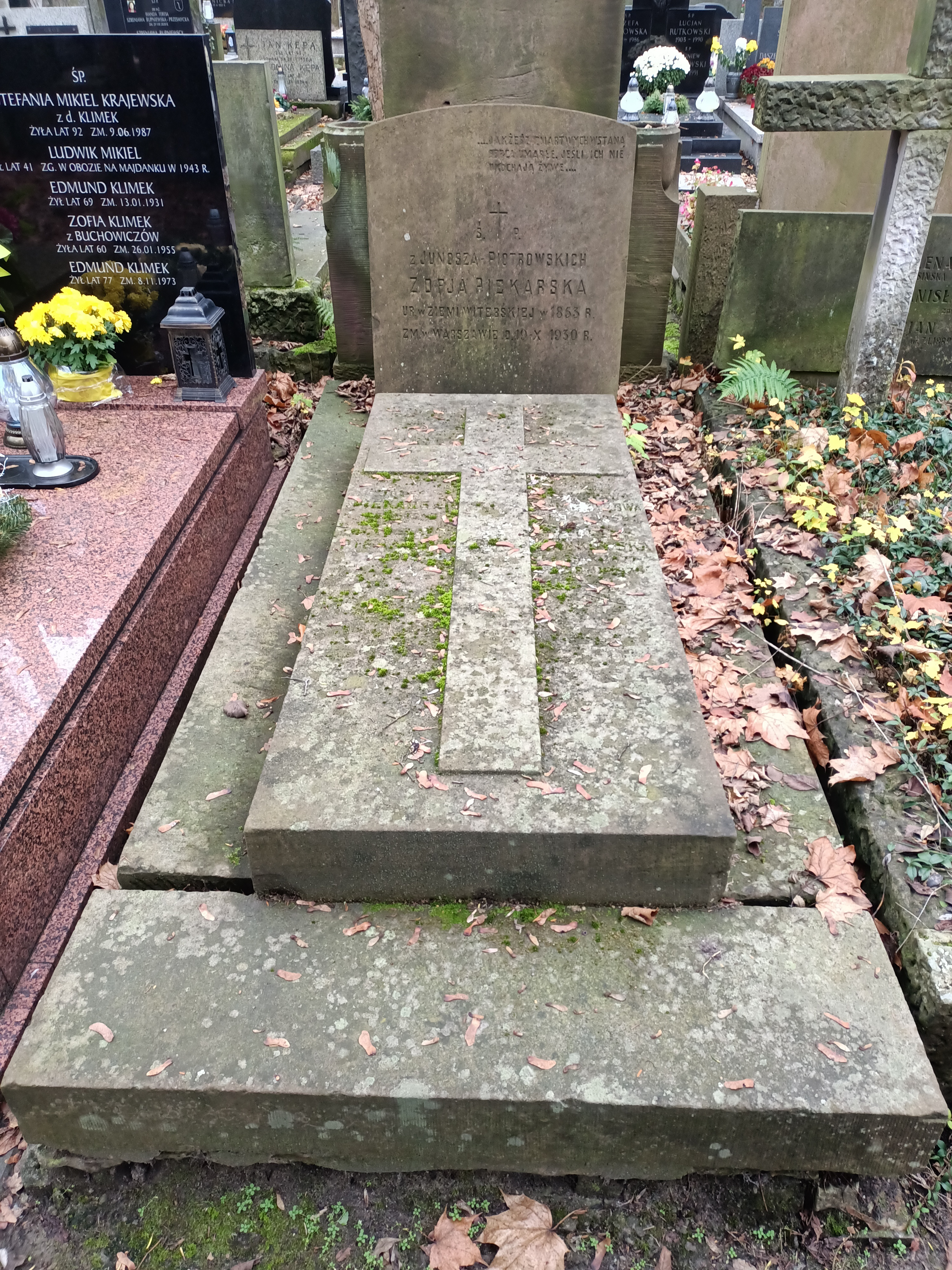
Nagrobek Stanisławy Adamowiczowej na cmentarzu Powązkowskim w Warszawie

Stanisława Adamowiczowa z d. Piekarska (ur. 21 maja 1888 w Uspieńsku na Łotwie, zm. 9 października 1965 w Warszawie) – polska lekarka i specjalistka zdrowia publicznego.

## Życiorys
Urodzona jako Stanisława Piekarska 21 maja 1888 r. w polskiej rodzinie o tradycjach patriotycznych. Ukończyła w Sankt Petersburgu Wyższe Kursy Nauk Przyrodniczych oraz 4 lata medycyny, należała do Stowarzyszenia Studentek Polek w Petersburgu. Następnie skończyła kurs statystyki demograficznej i lekarskiej w Genewie.
Po odrodzeniu Polski związana z PZH od początku istnienia Zakładu 1 października 1919 r. i pracowała w nim do wybuchu powstania warszawskiego. Po zakończeniu wojny od 1 maja 1945 do 31 grudnia 1952 r. ponownie pracowała w PZH, a od 1 kwietnia 1954 r. do 30 września 1964 r. była zatrudniona w Oddziale Epidemiologicznym PCZE, potem w Oddziale Statystyki i Epidemiologii Państwowej Szkoły Higieny, a w ostatnich latach w Zakładzie Higieny Szkolnej PZH. Odpowiedzialna za wydawanie Przeglądu Epidemiologicznego, który zaczął być wydawany w 1920 roku.
Zajmowała się zagadnieniami regulacji urodzeń, regulacji płodności, epidemiologią chorób zakaźnych i społecznych, statystyką i demografią oraz międzynarodowymi zagadnieniami zdrowia publicznego. W latach 1920. pracowała w Sekcji Higieny Ligi Narodów i publikowała w International Health Year Book na temat polskich problemów zdrowotnych. W następnych latach była łącznikiem Ligi w Polsce i przekazywała dane z PZH do Ligi Narodów. Po zakończeniu wojny organizowała Centralę PZH w Łodzi, a po przeniesieniu PZH do Warszawy kontynuowała pracę do 1952 r. Bliska współpracownica prof. Marcina Kacprzaka i współautorka jego podręczników Higiena ogólna i Podręcznik kontrolera sanitarnego.
W październiku 1958 r. otrzymała stopień kandydata nauk biologicznych na podstawie rozprawy Liczbowa ocena strat z gruźlicy, a status samodzielnego pracownika naukowo-badawczego (habilitację) uzyskała w 1963 r. Należała do Światowej Federacji Kobiet z Wyższym Wykształceniem (przewodniczyła tej organizacji w latach 1939–1945), Polskiego Towarzystwa Statystycznego, Polskiego Instytutu Badań Zagadnień Ludnościowych oraz Międzynarodowej Unii Naukowego Badania Zagadnień Ludnościowych.
Zmarła 9 października 1965 r. w Warszawie. Spoczęła na cmentarzu Powązkowskim (kwatera 154-2-19).